# لوسیوس سیزیشس فلاویوس
لوسیوس سیزیشس فلاویوس (متولد قرن یکم قبل از میلاد)، یک سیاستمدار اهل روم و عضوی از تریبون مردم (tribunus plebis) بود. او اغلب به خاطر دست داشتن در واقعه دیهیم پیش از ترور ژولیوس سزار شناخته می‌شود.
با افزایش قدرت سزار، شخصی به نشانهٔ آن که سزار از این به بعد شاه است، در روسترا یک دیهیم بر سر او گذاشت. دو عضو تریبون، فلاویوس و گایوس اپیدیوس مارولوس این واقعه را برنتافتند. اندکی بعد، فلاویوس و مارسلوس، شهروندانی که نام سزار را با عنوان شاه صدا می‌زدند، دستگیر کردند. سزار شروع به مقابله با این برخورد تند با طرفدارانش نمود. او دستور داد که دستگیرشدگان آزاد شوند، و در عوض فلاویوس و مارسلوس را قبل از برگزاری سنا برکنار کرد و آن‌ها سمت خود به عنوان اعضای تریبون و سناتور عزل شدند.
پلوتارک می‌گوید وقتی که تریبونی‌ها مردم را به خاطر درود فرستادن و ادای احترام به سزار با عنوان پادشاه دستگیر می‌کردند، جمعیت کف می‌زدند و آنها را بروتوس‌ها می‌نامیدند - منظور مارکوس جونیوس بروتوس که کمی بعد در قتل سزار نقش داشت نیست، بلکه منظورشانلوسیوس جونیوس بروتوس، شخصی که علیه واپسین پادشاه مستبد روم، تارکوین مغرور کودتا کرد و جمهوری روم را بنیان نهاد، می‌باشد. پلوتارک همچنین خاطرنشان می‌کند که سزار هنگام سخنرانی‌ای که در آن حکم برکناری تریبونی‌ها از سمت خود را قرائت می‌کند، به آنها توهین کرد، «و در سخنانی که علیه آن‌ها ادا می‌کرد، همزمان به مردم نیز توهین نمود».
فلاویوس با نقش تریبون فلاویوس در نمایشنامه زندگینامهٔ ژولیوس سزار، اثر ویلیام شکسپیر حضور دارد. در این نمایشنامه شکسپیر با سردرگمی نام مستعار فلاووس را با قواعد نام‌گذاری رومی مخلوط می‌کند و فلاویوس را استفاده می‌کند که از نام خانوادگی مشتق شده‌است. همچون شکل حقیقی و تاریخی واقعهٔ قتل سزار، فلاویوس با تریبون همکار او، که مارولوس" نامیده می‌شود به خاطر حذف تزئینات از تندیس‌های سزار در هنگام رژه مجازات می‌شوند. قسمت‌های آن‌ها در نمایش برای آرام کردن مخاطب است.